# Puchar Regionów

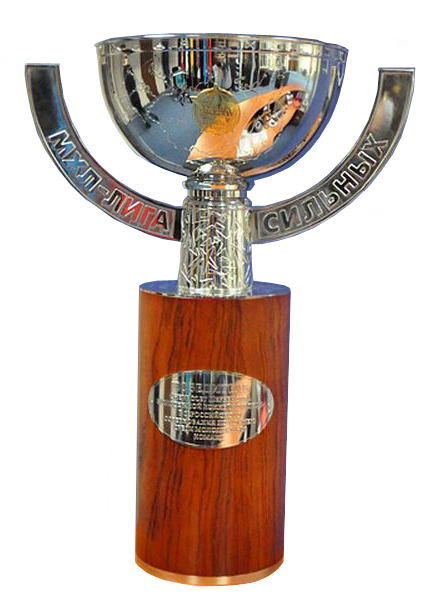
Puchar Regionów

Puchar Regionów (ros. Кубок Регионов) – przechodnie trofeum przyznawane za zwycięstwo w juniorskich rozgrywkach hokeja na lodzie w Rosji, Narodowej Młodzieżowej Hokejowej Ligi (NMHL).
W pierwszym sezonie rozgrywek (od 2011 do 2016 noszących nazwę MHL-B) w marcu zostało przedstawione trofeum, Puchar Regionów, za zdobycie w nich mistrzostwa. Na pucharze umieszczono napis będący mottem rozgrywek: MHL – Liga Silnych.

## Zdobywcy
- 2012: Oktan Perm
- 2013: Junior Kurgan
- 2014: Berkuty Kubani Krasnodar
- 2015: Rossosz
- 2016: Gorniak Uczały
- 2017: Gorniak Uczały
- 2018: Dizelist Penza[3]
- 2019: Rossosz
- 2020: zdobywca nie wyłoniony wskutek pandemii COVID-19
- 2021: Łoko-Junior Jarosław[4]
- 2022: Połot Rybińsk[5]
- 2023: MHK Tambow[6]
- 2024: Junison-Moskwa	[7]
- 2025: MHK Kristałł Saratów[8]